# 3e Legerkorps (Wehrmacht)
Het Duitse 3e Legerkorps (Duits: Generalkommando III. Armeekorps) was een Duits legerkorps van de Wehrmacht tijdens de Tweede Wereldoorlog. Het korps kwam in actie in Polen in 1939 en in de veldtocht in het Westen in 1940. 

## Krijgsgeschiedenis

### Oprichting
Het 3e Legerkorps werd opgericht in oktober 1934  in Wehrkreis III uit de 3e Divisie van de Reichswehr in Berlijn.

### 1939

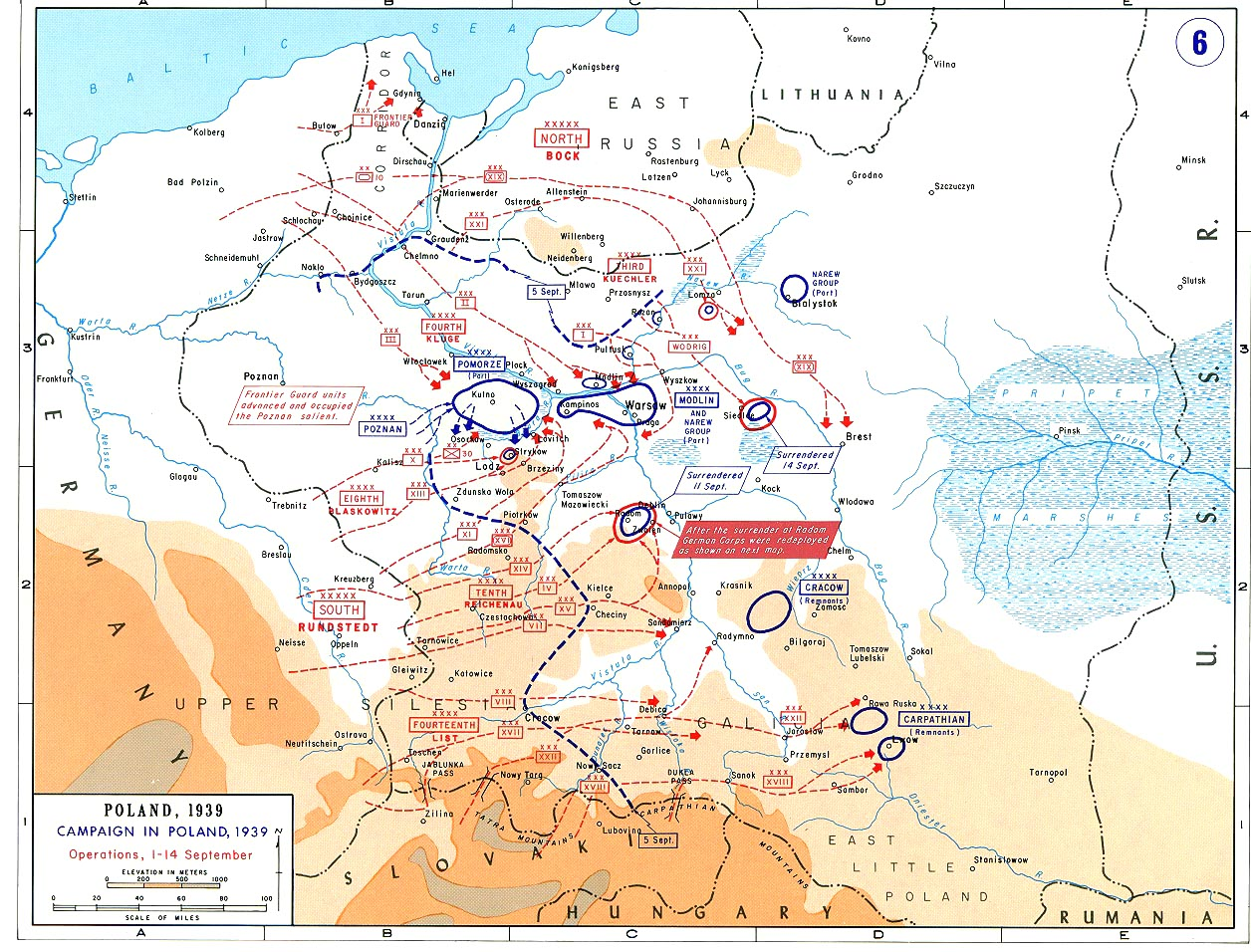
De eerste fase van de invasie in Polen 1939

Bij de inval in Polen in 1939 stond het korps onder bevel van het 4e Leger, als deel van Heeresgruppe Nord en becshikte over de 50e Infanteriedivisie en de Brigade Netze (Grenzschutztruppe). Oprukkend vanuit West-Pruisen bereikte het korps op 4 september de noordrand van Bydgoszcz. De verdere opmars liep via Inowrocław naar het gebied rond Gostynin, waarna het korps van 13 tot 21 september deel nam aan de Slag aan de Bzura. Na afloop van deze veldtocht werd het korps in oktober naar de Eifel overgebracht.

### 1940
Tijdens de veldtocht in het Westen in mei 1940 stootte het korps met de 3e en 23e Infanteriedivisies door Luxemburg België in, doorbrak de Zuid-Belgische verdedigingslinies en rukte in de eerste fase op tot het Franse Rethel. Daar nam het de zuidelijke flankdekking op zich van de pantserstoot naar Het Kanaal.

In de tweede fase van de veldtocht trok het korps over de Aisne naar het zuiden met de 3e, 23e en 52e Infanteriedivisies. Het korps doorbrak de Weygand-linie en stak daarna de Marne en Seine over en stootte door naar het gebied bij Luzy tot aan de Loire. Al begin juli werd het korps naar Polen verplaatst. Daar bleef het korps tot maart 1941.
Het 3e Legerkorps werd 21 maart 1941 in Polen omgedoopt in 3e Gemotoriseerde Korps.

## Bovenliggende bevelslagen
| Leger     | Legergroep     | Plaats/regio             | Begin            | Eind          |
| --------- | -------------- | ------------------------ | ---------------- | ------------- |
| 10. Armee | Heeresgruppe C | Italië, Adriatische kust | 31 december 1944 | 31 maart 1945 |

## Commandanten

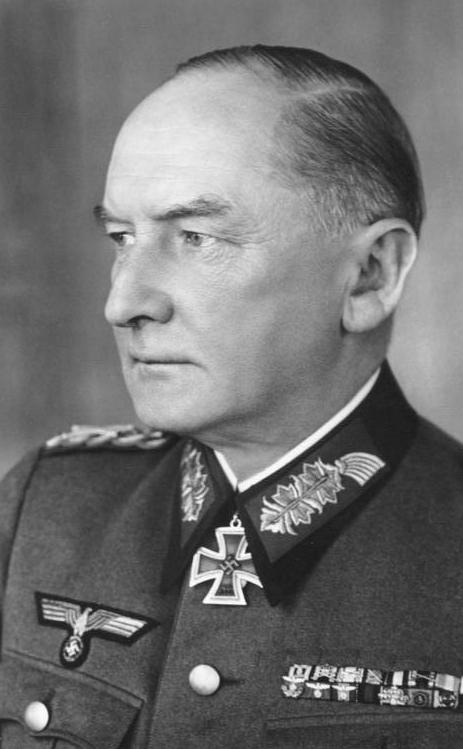
Generaal Erwin von Witzleben

| Rang                    | Naam                   | Begin            | Eind             |
| ----------------------- | ---------------------- | ---------------- | ---------------- |
| Generaal der Infanterie | Erwin von Witzleben    | 1 oktober 1935   | 9 november 1938  |
| Generaal der Artillerie | Curt Haase             | 10 november 1938 | 13 november 1940 |
| Generaal der Infanterie | Kurt von Greiff        | 14 november 1940 | 15 januari 1941  |
| Generaal der Cavalerie  | Eberhard von Mackensen | 16 januari 1941  | 21 maart 1941    |